# Arcos (Vila do Conde)
Arcos is een plaats (freguesia) in de Portugese gemeente Vila do Conde en telt 869 inwoners (2001).